# Vladislav Deulin
Vladislav Deulin (rusky Владислав Деулин, * 1994) je ruský reprezentant ve sportovním lezení. Vítěz Rock Masteru a světového poháru v lezení na rychlost.

## Výkony a ocenění
- 2017: nominace na prestižní mezinárodní závody Rock Master v italském Arcu, kde zvítězil v lezení na rychlost

### Závodní výsledky
| Arco Rock Master | Arco Rock Master |
| Rok              | 2017             |
| ---------------- | ---------------- |
| Rychlost         | 1                |

| Světový pohár       | Světový pohár     | Světový pohár       | Světový pohár | Světový pohár  | Světový pohár |
| Rok                 | 2013              | 2014                | 2015          | 2016           | 2017          |
| ------------------- | ----------------- | ------------------- | ------------- | -------------- | ------------- |
| Rychlost            | 47-48             | 22-23               | 19-20         | 10-11          | 1             |
| jednotlivě* (3/1/2) | -,-,-,19-20,-,-,- | -,-,13,19-20,-,13,- | 11,17,-,-,-   | 4,,-,12,14,-,- | ,8,8,         |

* poznámka: nalevo jsou poslední závody v roce
| Mistrovství Evropy | Mistrovství Evropy |
| Rok                | 2017               |
| ------------------ | ------------------ |
| Rychlost           | 8                  |

| Mistrovství světa juniorů | Mistrovství světa juniorů |
| Rok                       | 2013 junioři              |
| ------------------------- | ------------------------- |
| Rychlost                  | 5                         |

| Mistrovství Evropy juniorů | Mistrovství Evropy juniorů | Mistrovství Evropy juniorů |
| Rok                        | 2012 junioři               | 2013 junioři               |
| -------------------------- | -------------------------- | -------------------------- |
| Obtížnost                  | 22                         | —                          |
| Rychlost                   | 9                          | 3                          |